# Premium Food Group

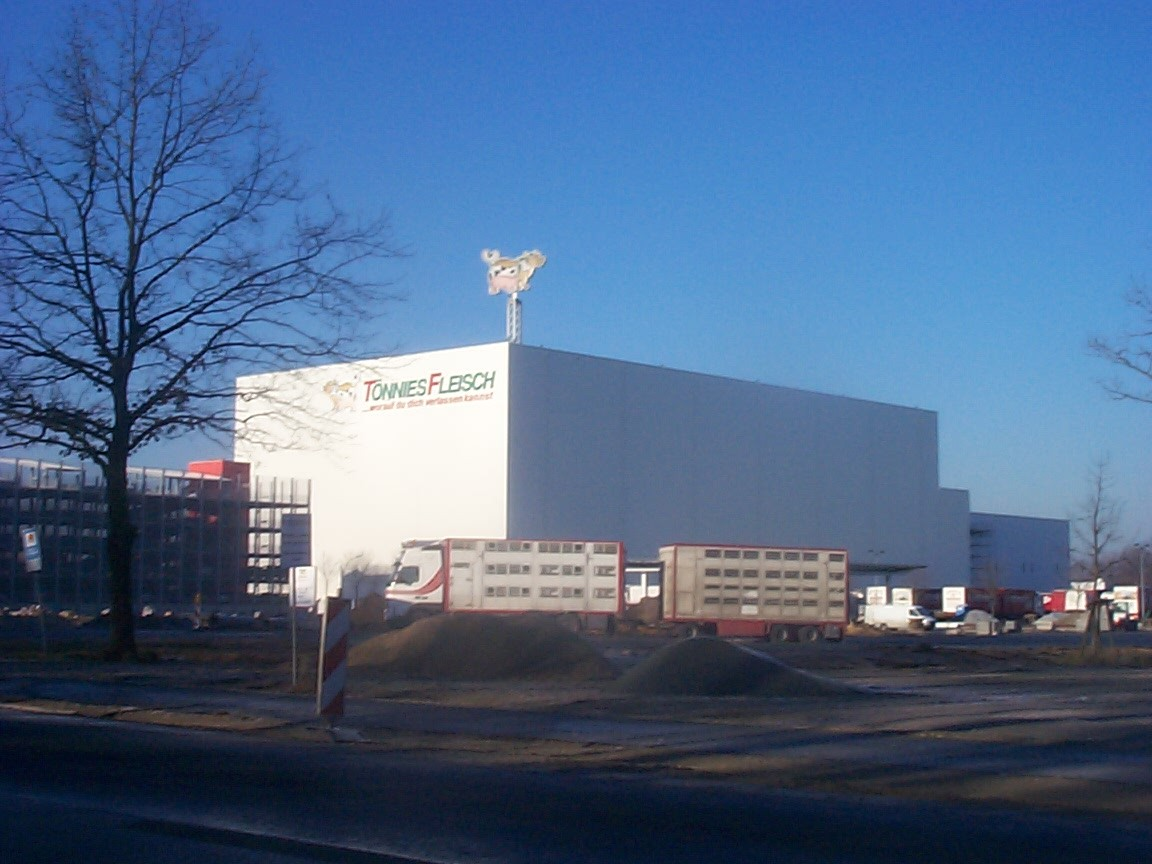
Tönnies-Stammwerk in Rheda-Wiedenbrück (2006)

Die Premium Food Group ApS & Co. KG (bis Ende 2024 Tönnies Holding ApS & Co. KG [ˈtœnjəs];) ist die Konzernobergesellschaft eines fleischverarbeitenden Lebensmittel-Konzerns mit Sitz in Rheda-Wiedenbrück. Der Geschäftsbereich für die Fleischproduktion, sprich die Schlachtung und Zerlegung, firmiert auch nach 2024 unter dem vorherigen Holding-Namen Tönnies. Die Premium Food Group ist der größte Fleischverarbeiter in Deutschland und gilt als eines der weltweit größten Unternehmen der Lebensmittelindustrie.
Der Bereich der Schlachtung und Zerlegung ist der größte Teil der Premium Food Group, die 2023 insg. 7,3 Milliarden Euro Jahresumsatz machte. Zudem gehören zu dem Unternehmen zahlreiche andere Geschäftsbereiche, wie vegetarische Wurstalternativen, Lebensmittellogistik, Tierfutter, Soßen oder Suppen, Lieferung von Rohstoffen für die Pharma-Industrie und für Bio-Kraftstoff sowie eigene Kühlhäuser.

## Unternehmensgeschichte

### 1971: Unternehmensgründung und Expansion
Das Unternehmen ging aus einem kleinen handwerklichen Fleischereibetrieb in Rheda hervor. 1971 gründete Bernd Tönnies ein Unternehmen für Fleisch- und Wursthandel in Rheda-Wiedenbrück. Seine Geschäftsidee war, Tiere nicht nur zu schlachten, sondern das Fleisch als fertige Produkte für den Lebensmitteleinzelhandel anzubieten. Dafür wurden Schlachtung und Zerlegung mit hohem Maschineneinsatz zentral gebündelt. Clemens Tönnies, der Bruder des Gründers, stieg ebenfalls in das Unternehmen ein, als bereits 20 Mitarbeiter beschäftigt wurden. Daraufhin wurde das Unternehmen in B.& C.Tönnies Fleischwerk umbenannt.
Bis 1974 wuchs die Anzahl der Beschäftigten auf 60. Wegen der raschen Expansion und der engen Standortsituation in Rheda wich das Unternehmen 1975 in das benachbarte Herzebrock aus. Ab 1977 wurde an dem neuen Standort produziert.
1982 beteiligte Bernd Tönnies, der bis dahin alleiniger Gesellschafter des Unternehmens war, seinen Bruder Clemens Tönnies mit 40 Prozent der Unternehmensanteile.

### Ab 1990 umfangreiche Unternehmens-Übernahmen und Bau von Europas größtem Schlachthof
1990 erwarb Tönnies den Schlachthof in Weißenfels (Sachsen-Anhalt) von der Treuhand. Noch kurz vor der Wende hatte die SED einen Ausbau des Werks auf eine Schlachtkapazität von 2.000 Schweinen pro Tag beauftragt, der Umbau wurde kurz vor der Übernahme durch Tönnies abgeschlossen.
In den 1980er Jahren hatten sich außerdem bereits Pläne für einen großmaßstäblichen Neubau eines Schweine-Schlachthofs auf der grünen Wiese in Rheda-Wiedenbrück konkretisiert. Die Planung übernahm das Architekturbüro ATP Architekten und Ingenieure aus Innsbruck. Die Bauarbeiten begannen 1992. Mit Fertigstellung im Jahr 1997 wurde der Standort zum größten Schlachthof in Europa. Tönnies etablierte damit die Zusammenlegung von Schlachtung und Zerlegung in einer biologischen Einheit. Der Betrieb bildete eine Produktionseinheit mit einer überdachten Produktionsfläche von 50.000 m² und 1.950 Mitarbeitern. Die im Jahr 2001 fertiggestellte Verkaufsabteilung (Fleisch-Börse) sollte kurze Wege und Informationen auf allen Produktlinien des Unternehmens gewährleisten. 2007 erweiterte Tönnies den Standort um ein neues Logistikzentrum, das nach Branchenmeinungen als modernstes seiner Art in Europa galt. Das neue Logistikzentrum wurde zentral für die Anforderungen des sensiblen 0-bis-2-Grad-Celsius-Bereichs (Hackfleischprodukte etc.) konzipiert.
1995 eröffnete Tönnies einen Standort im Industriegebiet von Schmerzke, Brandenburg.
Im Dezember 1998 übernahm Tönnies zwei Betriebe des Unternehmens Bawinkeler Fleischwaren GmbH (BFW Fleisch) nach dessen Konkurs: einen Schlacht-Betrieb in Sögel mit 250 Beschäftigten und einen Zerlege-Betrieb in Salzgitter mit 40 Beschäftigten. Tönnies führte den Schlachthof in Sögel ab 1999 unter der Marke Weidemark weiter. Ebenfalls im Jahr 1999 begründete Tönnies mit der Tillman's Convenience GmbH den Geschäftsbereich Convenience Food.
2006 übernahm Tönnies den zuvor städtischen Rinder-Schlachthof in Beckum. Ende 2019 wurde der Standort geschlossen.

### 1994: Tod des Gründers Bernd Tönnies und Neuaufstellung
Bernd Tönnies starb 1994 im Alter von 42 Jahren an den Folgen einer Nierentransplantation und hinterließ seinen zwei Söhnen Robert (* 1978) und Clemens jun. ein Millionenvermögen und seinen Anteil von 60 Prozent am Unternehmen. In seinem Testament verfügte Bernd Tönnies, dass die Unternehmensanteile der zu dem Zeitpunkt noch minderjährigen Söhne bis zu deren 30. Geburtstag unter Aufsicht eines Testamentsverwalters stehen sollten. Diese Funktion übernahm Josef Schnusenberg bis zum 30. Geburtstag von Robert Tönnies im Jahr 2008. Clemens Tönnies übernahm die Geschäftsführung.

### Ab 2002 Erneute Umstrukturierungen unter den Gesellschaftern und Konflikte
2002 vereinbarten die Gesellschafter, auf der einen Seite Josef Schnusenberg in Vertretung für Robert und Clemens jun. Tönnies und auf der anderen Seite Clemens Tönnies, umfassende Umstrukturierungen im Unternehmen. Unter anderem wurde bestimmt, dass künftig die Tönnies Holding GmbH & Co. KG anstelle der B&C Tönnies Fleischwerk GmbH & Co. KG die Führungsgesellschaft der Unternehmensgruppe sein wird, sowie dass Clemens Tönnies ein Doppelstimmrecht erhält.
2008 endete mit dem 30. Geburtstag von Robert Tönnies die Vertretungsrolle von Josef Schnusenberg. Im selben Jahr schenkten Robert und Clemens jun. Tönnies jeweils 5 Prozent der Unternehmensanteile ihrem Onkel Clemens Tönnies und kamen damit einem Wunsch von Bernd Tönnies nach, den dieser auf dem Sterbebett geäußert hatte. 2011 verkaufte Clemens jun. seine Anteile in Höhe von 25 Prozent an seinen Bruder Robert, sodass von da an Robert und Clemens Tönnies jeweils 50 Prozent der Anteile besaßen.
Seitdem kam es wiederholt zum Streit zwischen Clemens und Robert Tönnies. Ende 2012 forderte Robert Tönnies vor Gericht wegen grobem Undank seine 2008 an Clemens Tönnies verschenkten 5 Prozentpunkte der Unternehmensanteile zurück. 2014 erstritt Robert Tönnies vor Gericht eine Aberkennung des Doppelstimmrechts, das Clemens Tönnies ab 2002 beanspruchte.
2017 übertrug Clemens Tönnies 5 Prozent der Unternehmensanteile an seinen Sohn Maximilian Tönnies.
2021 beendeten Clemens und Robert Tönnies das Zerrüttungsverfahren. Dadurch fiel die Entscheidung, dass das Unternehmen in Familienbesitz blieb und dass die bisherige Eigentümerstruktur unverändert beibehalten werde.

### Ab 2005 internationale Expansion
2005 übernahm Tönnies das dänische Schweinefleisch-Schlachtunternehmen SB Pork mit Sitz in Brørup.
2008 kündigte Tönnies an, nach Russland zu expandieren. Das Russlandgeschäft lief über das Tochterunternehmen APK Don.
Im Jahr 2012 stockte das Unternehmen seine Anteile am britischen Unternehmen CPC Foods Limited auf 100 Prozent auf.
Mit Rückwirkung zum 1. Oktober 2015 übernahm Tönnies einen der größten dänischen Schweineschlachter, die Tican-Gruppe. Im Jahr 2017 übernahm die Unternehmensgruppe den Schlachthof der insolventen Lutz-Unternehmensgruppe in Badbergen. Das Unternehmen investierte rund 85 Millionen Euro in den Standort und entwickelte es zu Europas modernsten Rinderschlachthof weiter.
Im Herbst 2015 schloss Tönnies eine Vereinbarung mit dem französischen Agrarkonzern Avril. Sie beschlossen die Gründung eines Gemeinschaftsunternehmens zur Produktion von Fleischwaren aus französischer Erzeugung mit einer Investitionssumme von etwa sechs Millionen Euro. Im April 2016 nahm das Joint Venture L'Atelier des Viandes de France den Betrieb auf.
Im Jahr 2019 übernahm die Tönnies den britischen Schlacht- und Zerlegebetrieb von C&K Meats.
2021 trennte sich die Premium Food Group von ihrem Russland-Geschäft. Mit Ausbruch des Ukraine-Kriegs distanzierte sich Clemens Tönnies von Russlands Präsident Wladimir Putin. Er sagte u. a.: „Ich bin schockiert über den Vernichtungskrieg von Putin in der Ukraine und verurteile ihn auf das Schärfste“, so Tönnies auf Twitter.

### Ab 2006 Betrugsermittlungen und 2011 sog. Hackfleisch-Prozess
Ab Dezember 2006 stand das Unternehmen unter dem Verdacht, Lieferanten und Kunden betrogen und illegal Arbeitnehmer überlassen zu haben. Die Staatsanwaltschaft Bochum ermittelte, unter anderem wurden Hausdurchsuchungen in rund 30 Gebäuden Wohn- und Geschäftsräume durchgeführt.
Clemens Tönnies stritt die Vorwürfe ab und mutmaßte, dass es sich um einen Komplott gegen ihn handle und der Wettbewerber Vion N. V. darin verwickelt sei. In Medien wurde darüber spekuliert, ob die Vorwürfe im Zusammenhang mit einer versuchten, aber nicht erfolgreichen Übernahme der Tönnies-Unternehmensgruppe durch Vion stehen könnten.
Im Zuge der weiteren Ermittlungen wurden einige der anfangs im Raum stehenden Vorwürfe fallengelassen. 2011 wurden schließlich Clemens Tönnies sowie zwölf leitende Angestellte wegen der Falschetikettierung von Hackfleisch vor dem Landgericht Essen angeklagt: der Vorwurf im sogenannten Hackfleisch-Prozess lautete, dass das Unternehmen in den Jahren 2005 bis 2007 Millionen Packungen Hackfleisch vermarktet habe, bei denen der Rindfleischanteil geringer war als deklariert.
Im Rahmen des Strafverfahrens räumte ein langjähriger Produktionsleiter falsche Angaben auf den Etiketten ein. Clemens Tönnies wies die Beschuldigungen jedoch zurück. Er wurde freigesprochen. Laut Oberlandesgericht lag kein Betrug vor und es entstand kein Schaden.
Ende August 2011 einigten sich die Angeklagten und das Gericht auf eine Einstellung des Strafverfahrens unter der Auflage der Zahlung von 2,89 Millionen Euro. Der größte Anteil der persönlichen Geldauflagen entfiel auf Clemens Tönnies mit 900.000 Euro sowie auf seinen Geschäftsführer Josef Tillmann mit 700.000 Euro. Zu den persönlichen Geldauflagen kam noch eine zusätzliche Geldauflage für das Unternehmen in Höhe von 1 Million Euro.

### 2008 Bußgeld wegen Videoüberwachung in Umkleideräumen
Im April 2008 berichtete das ARD-Magazin Report Mainz, dass bei Tönnies Mitarbeiter flächendeckend videoüberwacht würden, insbesondere auch in Umkleidekabinen und auf Toiletten. Das Unternehmen räumte gegenüber Report Mainz die Videoüberwachung teilweise ein und begründete sie mit Hygienekontrollen. Das Reinigen der Hände und das Anziehen der Schutzkleidung werde überwacht. Gefilmt würden „Garderobenräume, […] keinesfalls aber Dusch- oder Umkleidekabinen.“ Die Datenschutzbeauftragte des Landes Nordrhein-Westfalen stellte daraufhin fest, dass das Unternehmen seine Mitarbeiter mit über 200 Kameras in allen betrieblichen Einrichtungen, auch in so genannten Schutzbereichen wie Umkleidebereichen, überwache. Tönnies musste ein Bußgeld von 80.000 € zahlen.

### Ab 2008 Wachstum als Tönnies Holding

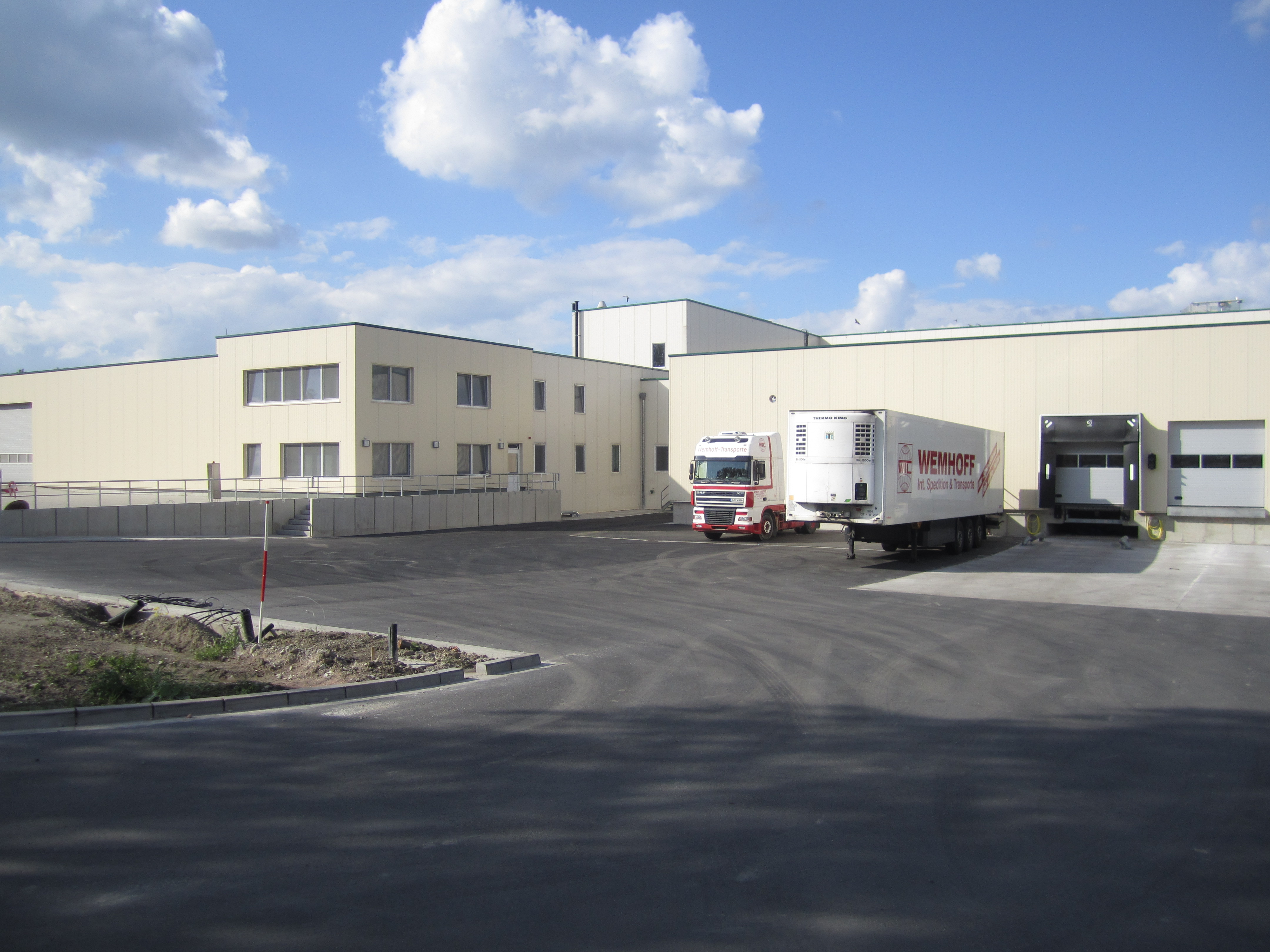
Jade Schlachthof Wilhelmshaven

Zum Geschäftsjahr 2008 erfolgte die Umbenennung der Unternehmensgruppe von B. & C. Tönnies Holding in Tönnies Holding. In den Folgejahren erfuhr die Unternehmensgruppe ein weiteres Wachstum. Im Zehnjahreszeitraum von 2007 bis 2016 wurde der Konzernumsatz von 2,46 Milliarden Euro auf 5,47 Milliarden Euro mehr als verdoppelt.
Zum 1. Juli 2009 übernahm Tönnies den Rinderschlachthof der Unternehmensgruppe Vosding in Wilhelmshaven. Der Betrieb wurde unter der Firmierung Jade Schlachthof Wilhelmshaven GmbH weitergeführt, die Schlachttage wurden von zwei auf vier Tage pro Woche erhöht und die Schlachtkapazität auf rund 1.200 Tiere pro Woche gesteigert.
Im Jahr 2011 übernahm das Unternehmen den Rinderschlachthof A.F.G. Allgäu Fleisch. Die A.F.G. Allgäu Fleisch GmbH ist ein Unternehmen mit Sitz in Kempten, das auf die Schlachtung und Verarbeitung von Rindern spezialisiert ist. Neben der Belieferung verschiedener Haltungsformen stellt das Unternehmen auch Fleischprodukte für Programme mit höheren Tierwohlstandards bereit. In Zusammenarbeit mit langjährigen Vertragslandwirten und dem Lebensmitteleinzelhandel werden Rohstoffe für unterschiedliche Regionalprogramme produziert. Etwa 90 Prozent der am Standort verarbeiteten Tiere stammen aus einem Umkreis von maximal 150 Kilometern. Im Mai 2025 besuchte Bayerns Landwirtschaftsministerin Michaela Kaniber das Unternehmen A.F.G. Allgäu Fleisch in Kempten und besichtigte mit dem bayrischen Bauernpräsidenten Günther Felßner den Betrieb, der zur Tönnies Rind GmbH gehört. Sie tauschte sich mit Clemens und Maximilian Tönnies sowie Standorts-Geschäftsführer Dennis Keller aus.
Ebenfalls 2012 übernahm Tönnies die Veracus GmbH aus Bremerhaven und gliederte das Futtermittelzusatzunternehmen im Geschäftsbereich Ingredients ein.

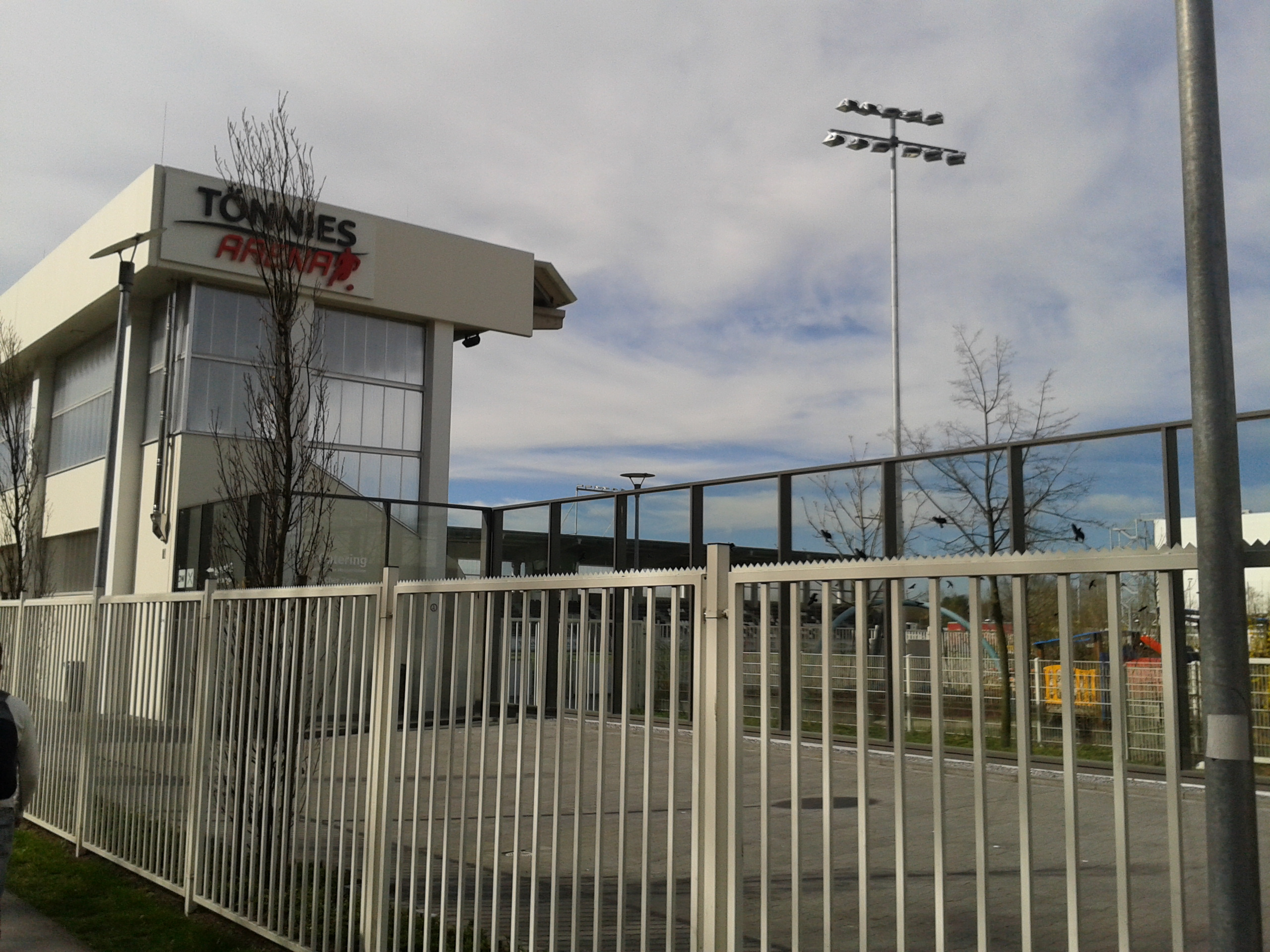
Die Tönnies-Arena wurde 2012 auf dem Werksgelände in Rheda-Wiedenbrück gebaut

2012 baute das Unternehmen mit der Tönnies-Arena ein Fußballstadion für rund 4.000 Zuschauer auf dem Werksgelände in Rheda-Wiedenbrück. Dort spielen nicht nur die Betriebs-Mannschaften des Unternehmens, sondern auch zahlreiche höherklassige und Amateur-Vereine aus der Region.
2014 übernahm Tönnies den Schlachthof in Legden. Dieser Standort wurde 2023 geschlossen als Folge schwindender Rinderbestände in Deutschland.
Im November 2014 meldete Tönnies die Absicht zur Übernahme der Rindfleischsparte des niedersächsischen Fleischverarbeiters Gausepohl beim Kartellamt zur Prüfung an, nahm jedoch noch im selben Monat wieder Abstand von dem Vorhaben, woraufhin Gausepohl für diese Sparte Insolvenz anmeldete. 2015 folgte die Übernahme des Schweine-Schlachthofs Thomsen in Kellinghusen.
2015 gründete Tönnies in Meppen das Tochterunternehmen petcura GmbH als Teil des Geschäftsbereichs Ingredients. In einer ehemaligen Wurstfabrik der Firma Hochwald begann das Unternehmen die Produktion von Tiernahrung.
Im Jahr 2013 begann das Unternehmen mit dem Bau einer Fabrik für Roh-Heparin, das aus der Darmschleimhaut von Schweinen gewonnen wird. Sie ging am 4. November 2014 in Betrieb. Mitte 2017 verkaufte Tönnies diesen Geschäftsbereich an die Saria-Gruppe, die Teil der Rethmann-Gruppe ist.
2017 übernahm Tönnies die insolvente August Strothlücke GmbH & Co. KG (ASTRO) mit Sitz in Verl. Der westfälische Wurst- und Schinkenhersteller hatte 2016 einen Umsatz von 37 Millionen Euro und beschäftigte 168 Mitarbeiter. Bereits im Jahr 2018 entschied Tönnies die Schließung des Standorts. Ebenfalls 2018 schloss Tönnies die Produktionsstandorte in Herzebrock (Tillman’s) sowie Gütersloh (Marten). Ende 2019 schloss Tönnies den Rinder-Schlachthof in Beckum mit zuletzt 20 Beschäftigten. Das Unternehmen verfolgte damit eine Konsolidierung und Spezialisierung der Standorte.
2020 schuf Tönnies einen eigenständigen Geschäftsbereich für vegane und vegetarische Fleischersatzprodukte: die Vevia 4 You GmbH & Co. KG. Dem Unternehmen gehören die Verbrauchermarken „Vevia“, „es schmeckt“ und „Gutfried veggie“. Zudem wird das 2020 in Böklund errichtete Werk für Veggie-Produkte 2021 erweitert. Rund 60 Artikel wurden 2021 an dem Standort produziert.

### Übernahme der Zur-Mühlen-Gruppe
Anfang der 2000er-Jahre war die Zur-Mühlen-Gruppe zu einem der wichtigsten Schlachtfleisch-Abnehmer der Tönnies-Unternehmensgruppe herangewachsen. Als die Zur-Mühlen-Gruppe Mitte der 2000er-Jahre in finanzielle Schwierigkeiten geriet, strebte Clemens Tönnies zunächst eine Übernahme durch die Tönnies-Unternehmensgruppe an, was jedoch an der mangelnden Zustimmung von Josef Schnusenberg, Testamentsvollstrecker der Mitgesellschafter, scheiterte. Daraufhin erwarb Clemens Tönnies persönlich eine Mehrheitsbeteiligung an der Zur-Mühlen-Gruppe. Diese wurde zunächst treuhänderisch von Peter zur Mühlen gehalten. 2011 kündigte Clemens Tönnies an, bis 2014 die gesamten Anteile an der Zur-Mühlen-Gruppe zu erwerben und damit Alleininhaber zu werden.

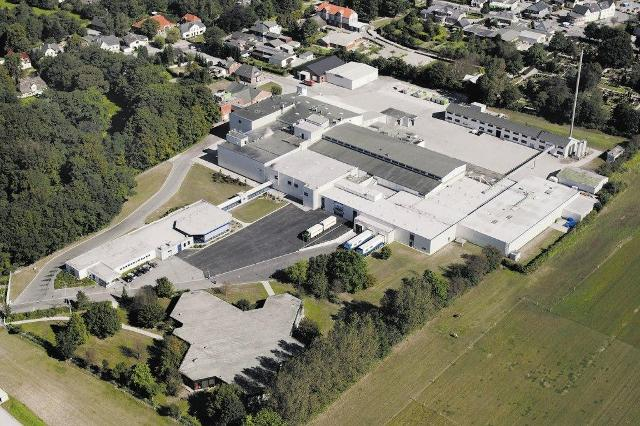
Wurst-Produktionsstandort der Zur-Mühlen-Gruppe in Satrup

Die Tochterunternehmen Böklunder Plumrose und Könecke Fleischwarenfabrik der Zur-Mühlen-Gruppe wurden ab Mitte 2014 zusammen mit insgesamt 21 Wurstherstellern und 33 verantwortlichen Personen vom Bundeskartellamt wegen illegaler Preisabsprachen in der Fleischwarenbranche (sogenanntes Wurstkartell) mit Strafen in Höhe von insgesamt 338 Millionen Euro belegt, die Ermittlungen hierzu liefen seit 2009. Mitte Oktober 2016 konnte das Kartellamt eine Strafe über 128 Millionen Euro wegen erwiesener Preisabsprachen bei Böklunder Plumrose und Könecke Fleischwarenfabrik nicht eintreiben. Tönnies hatte mit einem simplen und wirkungsvollen Trick die Aktivitäten der beiden Unternehmen auf andere Gesellschaften der Zur-Mühlen-Gruppe übertragen und die Tochtergesellschaften anschließend liquidiert. Da die Unternehmen rechtlich nicht mehr existierten, gab es für die Bußgeldbescheide keinen Adressaten mehr, und die Bußgeldverfahren wurden folglich eingestellt. Dieses Schlupfloch wurde als Wurstlücke bekannt. Clemens Tönnies selbst bestritt diese Darstellung, da der Umbau nach seiner Darstellung schon vor Erlass der Bußgeldbescheide begonnen wurde.
Im April 2017 beschlossen Clemens Tönnies sowie die beiden weiteren Gesellschafter der Tönnies Holding, Robert Tönnies sowie Maximilian Tönnies, die Übernahme der Zur-Mühlen-Gruppe durch die Tönnies-Unternehmensgruppe. Die Europäische Kommission gab im Juli 2017 ihre kartellrechtliche Freigabe, die Übernahme erfolgte zum 1. Januar 2018.

### 2019 Verurteilung von ehemaligen Mitarbeitern
Im November 2019 verurteilte das Landgericht Bielefeld drei ehemalige Mitarbeiter des Konzerns zu Haftstrafen zwischen drei und vier Jahren und Zahlung von 210.000 Euro an die Staatskasse. Ab Anfang 2016 hatten diese mit Mitarbeitern zweier polnischer Unternehmen Waagen manipuliert und die Unternehmensgruppe dadurch um 3,5 Millionen Euro für nicht gelieferte Waren betrogen.

### Ab 2019 Umbrüche im Asien-Geschäft
Das Unternehmen verfügte seit Mitte der 2000er-Jahre über eine Exportgenehmigung nach China, davor exportierte es seine Produkte bereits über Hongkong auf das chinesische Festland. Die Exporte nach Asien wuchsen zu einem wichtigen Geschäftsfeld heran, das Unternehmen erzielte damit streckenweise mehr als 20 Prozent seiner Einnahmen.
Aufgrund der Ausbreitung der Afrikanischen Schweinepest (ASP) in Europa nahm das Risiko eines Import-Stopps durch China allerdings zu. So wurde im Herbst 2019 erstmals ein ASP-Nachweis in Westpolen in einer Entfernung von 80 Kilometern zur deutschen Grenze nachgewiesen.
Im September 2019 Jahres gab Tönnes bekannt, künftig direkt in China produzieren zu wollen. In Kooperation mit der chinesischen Dekon Group wurde ein Investment in Höhe von 500 Millionen Euro für einen neuen Schlacht- und Zerlegebetrieb für Schweine in der Provinz Sichuan in China angekündigt, der erste außereuropäische Schlachthof von Tönnies.
Ab März 2020 beschäftigte Tönnies den ehemaligen Bundesaußenminister Sigmar Gabriel als Berater mit einem monatlichen Pauschalhonorar von 10.000 Euro, um die drohenden Exportprobleme im Zusammenhang mit der ASP abzuwenden. Im September 2020 erfolgte schließlich erstmals eine Bestätigung der ASP in Deutschland, woraufhin kurze Zeit später einige asiatische Länder, darunter China, Japan und Südkorea, einen Importstopp für Schweinefleisch aus Deutschland verhängten.
Nachdem bereits der Corona-Ausbruch am Stammwerk in Rheda-Wiedenbrück 2020 für einen Rückgang der Nachfrage aus China sorgte, führte der Exportstopp infolge des ASP-Ausbruchs zu einem Einbruch des Exports. Ende März 2023 schloss Tönnies als Folge dessen seine Exportabteilung für Asien am Standort Weißenfels.

### 2020 Corona-Ausbruch und Verbot der Werkverträge
Im Juni 2020 kam es zu einem umfangreichen Corona-Ausbruch im Schlachthof in Rheda-Wiedenbrück. Behördlich angeordnete Massentests ergaben, dass sich von 6.139 getesteten Beschäftigten 1.413 infiziert hatten, ebenso wie weitere 353 Personen im Umfeld dieser Beschäftigten.
Das Unternehmen stand wegen des Ausbruchs massiv in der Kritik. Kritiker warfen dem Unternehmen Versäumnisse beim Infektionsschutz vor. Der Hygiene-Professor Marin Exner von der Uni Bonn nahm daraufhin das Werk unter die Lupe und kam zu der Erkenntnis, dass die Lüftungsanlage ein „bislang übersehener Risikofaktor“ gewesen ist. Aerosole seien bis dato „überhaupt nicht als Problem angesehen worden“. Auch die Weltgesundheitsorganisation WHO erkannte Aerosole erst Wochen nach dem Ausbruch als Übertragungsweg an. Zwei unabhängige Gerichte stellten 2022 deutlich heraus, dass Tönnies keine fahrlässige Schuld an dem Ausbruch trage und entlasteten damit das Unternehmen.

#### Auswirkungen auf die Beschäftigen und den Betrieb
Für alle 7000 Mitarbeiter inklusive der Führungsetage samt Clemens Tönnies wurde eine mindestens 14-tägige Quarantäne angeordnet, für einige der nicht positiv getesteten Tönnies-Mitarbeiter galt eine Arbeitsquarantäne. Am 17. Juni 2020 ordnete CDU-Landrat Sven-Georg Adenauer einen Produktionsstopp an. Das Fleisch von bereits geschlachteten Tieren durfte noch verarbeitet werden, weitere Schlachtungen mussten eingestellt werden. Nach Angaben Adenauers fehlten dem deutschen Markt durch den Produktionsstopp 20 Prozent der Fleischprodukte. Das Unternehmen steigerte die Produktion an anderen Standorten, um Ausfälle zu kompensieren.
Vor der Wiederaufnahme des Betriebs führte das Unternehmen weitere Hygienemaßnahmen ein. Unter anderem wurden Hochleistungsfilter und UV-Strahlen bei der Luftumwälzung eingesetzt, der Mindestabstand zwischen den Arbeitern vergrößert und das Tragen eines Mund-Nasen-Schutzes vorgeschrieben. Am 15. Juli 2020 hob die Stadtverwaltung Rheda-Wiedenbrück den angeordneten Produktionsstopp für die Schlachtung (nicht für die Zerteilung) der Tiere mit sofortiger Wirkung auf.

#### Juristische Aufarbeitung
Im Zuge des Ausbruchs gab es Ermittlungsverfahren wegen des Anfangsverdachts der fahrlässigen Körperverletzung und Verstoßes gegen das Infektionsschutzgesetz. Unter anderen erstattete die parlamentarische Geschäftsführerin der Bundestagsfraktion der Grünen, Britta Haßelmann, Strafanzeige gegen den Tönnies-Konzern. Die Staatsanwaltschaft Bielefeld stellte das Verfahren nach zwei Jahren mangels Tatverdachts ein.
Ende 2024 einigten sich das Land NRW und das Unternehmen außergerichtlich. Das Land zahlte eine Vergleichssumme von 3,2 Millionen Euro an die Premium Food Group. Diese verpflichtete sich darauf, diese Summe vollständig einem Sozialfonds zur Verfügung zu stellen, der Projekte zur Integration von Arbeitsmigranten und ihren Familien fördert. Der Fond wird von einem unabhängigen Beirat verwaltet. Antragsberechtigt sind gemeinnützige Institutionen aus der Region Rheda-Wiedenbrück, insbesondere mit Bezug zu Arbeitsmigration.
Die Tönnies Holding klagte zudem gegen den durch den Kreis Gütersloh angeordneten Produktionsstopp. Kurz vor der mündlichen Verhandlung vor dem Verwaltungsgericht Minden im Juli 2023 zog das Unternehmen die Klage teilweise zurück, sodass lediglich über Einschränkungen für die das Tochterunternehmen Tevex Logistics verhandelt wurde. Im August 2023 entschied das Verwaltungsgericht gegen das Unternehmen.

#### Verbot der Werkverträge
An Standorten von Konkurrenten kam es ebenfalls zu größeren Infektionsgeschehen. Tönnies und die gesamte Fleischindustrie standen daraufhin unter starker öffentlicher Kritik, ihnen wurden schlechte Arbeits- und Lebensbedingungen der Werkvertragsbeschäftigten vorgeworfen.
Unter zunehmendem öffentlichen Druck brachte die Bundesregierung in den Folgemonaten das Gesetz zur Verbesserung des Vollzugs im Arbeitsschutz (Arbeitsschutzkontrollgesetz) auf den Weg, das insbesondere ein Verbot für Werkverträge und Leiharbeit in der Schlachtung, Zerlegung und Fleischverarbeitung einführte. Tönnies übernahm in der Folge nach eigenen Angaben bis Ende 2021 in Deutschland 8.500 Beschäftigte in direkte eigene Beschäftigungsverhältnisse. Unter anderem übernahm Tönnies die Lazar GmbH, die zuvor als Subunternehmen mit Werkvertragsbeschäftigten in den Tönnies-Schlachthöfen aktiv war.
Nach dem Verbot von Werkverträgen übernahm Tönnies rund 2.000 Wohnungen mit etwa 5.800 Plätzen zur Unterbringung eigener Beschäftigter. Nach Angaben der Stadt Rheda-Wiedenbrück wurden dabei Verbesserungen gegenüber früheren Unterbringungsstandards festgestellt. Das Unternehmen kündigte an, den Transformationsprozess weiterzuführen.
Ende Dezember 2024 bestätigte die Tönnies Gruppe der Süddeutschen Zeitung auf Anfrage, dass alle 7000 Mitarbeiter in der Fleischproduktion in Rheda fest angestellt seien; etwa 2100 Kollegen lebten in betriebseigenen Wohnungen.

### Übernahmen seit 2020
In den vergangenen Jahren hat Tönnies weitere Unternehmen aufgekauft und Standorte konsolidiert.
Ende 2021 kündigte Tönnies die Übernahme des Unternehmens Geflügel Claus in Westerstede zum 1. Januar 2022 an. Das Unternehmen war eines der zehn größten Unternehmen der Geflügelwirtschaft in Deutschland. Die Beschäftigten wurden bereits über den Arbeitgeberwechsel informiert, die kartellrechtliche Freigabe wurde am 14. Dezember 2021 beim Bundeskartellamt beantragt. Am 29. Dezember erteilte das Bundeskartellamt die Freigabe, am selben Tag zog Tönnies allerdings sein Kaufangebot zurück. Das Unternehmen ging anschließend insolvent und wurde abgewickelt.
Im Jahr 2022 schloss Tönnies den Standort im Brandenburger Ortsteil Schmerzke. Zum Juni 2023 übernahm Tönnies den Wursthersteller Eberswalder in Britz (bei Eberswalde).
Im Januar 2024 gab Tönnies bekannt, zwei Betriebe des Konkurrenten Vion zu übernehmen: den Rinderschlachthof in Altenburg sowie den Schinken-Betrieb Ahlener Fleischhandel. Nach kartellrechtlicher Prüfung durch das EU-Kartellamt erfolgte die Übernahme zum 1. Mai 2024. Durch die Übernahme des Rinderschlachthofs in Altenburg wurde Tönnies zum zweitgrößten Rinderschlachter in Deutschland.
Bis Mai 2024 ließ die Premium Food Group Lohnschlachtungen am Schlacht- und Viehhof der Stadt Bamberg durchführen. Die Stadt schloss den Standort aber aufgrund finanzieller Schieflage.
Anfang September 2024 kündigte Tönnies an, weitere Betriebe von Vion übernehmen zu wollen: die Schlacht-Standorte Buchloe, Crailsheim, Hilden und Waldkraiburg sowie die Häuteverarbeitungsbetriebe in Memmingen und Eching-Weichenau. Die Übernahme unterliegt noch der kartellrechtlichen Prüfung. Gegen die Übernahme reichte das Bündnis Gemeinsam gegen die Tierindustrie eine Beschwerde beim Bundeskartellamt ein. Das Bundeskartellamt untersagte der Premium Food Group, mehrere Unternehmen und Beteiligungen von Vion zu erwerben, insbesondere die Schlachthöfe in Buchloe, Crailsheim und Waldkraiburg. Darüber informierte die. Wettbewerbsbehörde.
Im Juni 2025 schloss die PFG eine Grundsatzvereinbarung über eine „strategische Partnerschaft“ mit The Family Butchers (TFB), dem fleischorientierten Teilunternehmen von InFamily Foods und zweitgrößten Wursthersteller Deutschlands. TFB soll demnach aus InFamily Foods herausgelöst werden, PFG einen knappen Mehrheitsanteil von 50,025 % übernehmen und Hans-Ewald Reinert als Gesellschafter ausscheiden.

## Konzernstruktur
Die familiengeführte Unternehmensgruppe umfasst im Jahr 2025 insgesamt 113 inländische und 51 ausländische Unternehmen unter dem Dach der Konzernobergesellschaft Premium Food Group ApS & Co. KG. Die Gruppe ist mit zahlreichen Geschäftsbereichen, u. a. Meat Pork, Meat Beef, Sausages, Pflanzliche Alternativen, Convenience, Tiernahrung, Logistik, International und Cold Stores auf mehreren Zielmärkten (national und international) aktiv.
Die Tönnies Holding ändert zum Jahresanfang 2025 ihren Namen in „Premium Food Group“ (PFG). Der Bereich der Schlachtung und Zerlegung wird weiter unter dem Markennamen „Tönnies“ betrieben.

### Standorte

#### Schlachtung
Tönnies betreibt folgende Schlachthöfe:
- Schweine-Schlachthof in Rheda-Wiedenbrück – Hauptstandort und größter Schlachtstandort
- Schweine-Schlachthof in Weißenfels –  Zweitgrößter Schlachtstandort
- Schweine-Schlachthof Weidemark Fleischwaren in Sögel
- Schweine-Schlachthof Thomsen in Kellinghusen
- Rinder-Schlachthof Jade in Wilhelmshaven
- Rinder-Schlachthof Artland in Badbergen
- Rinder-Schlachthof Altenburger Fleisch in Altenburg
- Rinder-Schlachhtof Allgäu Fleisch in Kempten

Die Betriebe in Weißenfels und Rheda-Wiedenbrück besitzen Zulassungen für den EU-Raum und für Japan. Der Betrieb in Rheda-Wiedenbrück beanspruchte für sich vor dem COVID-19-Ausbruch, die Hygienevorschriften für Exporte nach Europa, Asien, USA, Australien und Südafrika zu erfüllen.

#### Wurst- und Fleischwarenproduktion
Im Geschäftsbereich Sausages verfügt die Premium Food Group
über zehn Standorte:
- Zur-Mühlen-Gruppe (u. a. Marke Könecke) in Böklund
- Chemnitzer Wurstspezialitäten GmbH & Co. KG in Chemnitz
- Zur-Mühlen-Gruppe in Delmenhorst
- Schulte Fleisch- und Wurstwaren in Dissen
- EWG Eberswalder Wurst in Britz (bei Eberswalde)
- Marten Fleischwarenfabrik in Gütersloh
- Redlefsen in Satrup
- Die frische Thüringer! in Suhl
- HN Produktion GmbH (u. a. Marke Gutfried) in Versmold
- Anhalter Fleischwaren GmbH Zerbster Original in Zerbst

#### Sonstige Standorte in Deutschland
Zur Tönnies-Unternehmensgruppe gehören des Weiteren unter anderem folgende vollkonsolidierte Tochterunternehmen:
- Logistik Tevex Logistics GmbH mit Sitz in Rheda-Wiedenbrück
- Schlachtnebenprodukten-Verarbeitung und -Handel Grundt By-Products GmbH mit Sitz in Steinfeld
- Tiernahrungsproduktion petcura GmbH in Meppen
- Ferkelvermarktung Tönnies Livestock GmbH mit Sitz in Rheda-Wiedenbrück
- Fleischrohwaren-Handel FlRoWa Handels GmbH mit Sitz in Rheda-Wiedenbrück

#### Internationale Standorte
Außerhalb von Deutschland verfügt Tönnies über Produktionsstandorte in Dänemark, Polen, Großbritannien, Frankreich und Spanien.

### Beschäftigte
Der Großteil der Beschäftigten in den Schlacht- und Zerlegebetrieben des Unternehmens sind ausländische Arbeitskräfte; nach Einschätzung des Deutschen Gewerkschaftsbunds beträgt deren Anteil etwa 80 Prozent. Das Unternehmen betreibt zur Anwerbung neuer Beschäftigter eigene Vermittlungsbüros unter anderem in Serbien und Polen.

### Kennzahlen
Die Premium Food Group ist der größte Lieferant des deutschen Lebensmitteleinzelhandels. Das Tochterunternehmen Tönnies ist zudem der größte Fleischverarbeiter in Deutschland und gilt als eines der weltweit größten Unternehmen der Fleischindustrie. 2024 wurden in Deutschland 13,2 Millionen Schweine geschlachtet, womit das Unternehmen bei der Schweineschlachtung hierzulande Marktführer ist. Die Anzahl der an den deutschen Tönnies-Standorten geschlachteten Rinder betrug 2023 361.000 (gleich wie im Vorjahr).
Tönnies ist auch Marktführer für Bio-Schweinefleisch in Deutschland. Die zur Premium Food Group gehörende Zur-Mühlen-Gruppe ist der größte Wurstproduzent in Deutschland.

### Vertrieb

Zur Unternehmensgruppe gehört die Marke Böklunder

Bei Tönnies hergestellte Fleischprodukte werden unter anderem unter dem Markennamen Tillman’s sowie unter den Eigenmarken des Handels wie Landjunker (Lidl) und Meine Metzgerei (Aldi Nord/Aldi Süd) in Discountern, aber auch über Rewe, Edeka (Gut & Günstig) oder Kaufland (K-Classic) vertrieben.
Die Wurstprodukte der Unternehmensgruppe werden unter einer Reihe von eigenen Marken vertrieben, darunter Böklunder und Könecke.
Laut der Lebensmittel Zeitung gehört das Unternehmen zu den größten Lieferanten des deutschen Lebensmittelhandels.

### Gesellschafter
Robert Tönnies, Sohn von Gründer Bernd Tönnies, besitzt 50 Prozent der Unternehmensanteile. Clemens Tönnies hält 45 Prozent und dessen Sohn Maximilian Tönnies 5 Prozent.

### Nachhaltigkeit und Tierwohl
Die Premium Food Group verfolgt eine unternehmensweite Nachhaltigkeitsstrategie mit dem Ziel, Treibhausgasemissionen und den Energieverbrauch in der Produktion zu senken.
Seit 2021 arbeitet das Unternehmen mit dem deutschen Lebensmitteleinzelhandel zusammen, um Maßnahmen zur Verbesserung des Tierwohls und der Tiergesundheit in der Nutztierhaltung umzusetzen. In diesem Zusammenhang werden Programme für alle gesetzlich definierten Haltungsformen angeboten. Die Premium Food Group gehört zu den größten Anbietern von Schweinefleisch der Haltungsformen 3 und 4 in Deutschland. Am 1. Juli 2021 erfolgte in Zusammenarbeit mit landwirtschaftlichen Erzeugern, dem Lebensmitteleinzelhandel und der Initiative Tierwohl die Umstellung des Frischfleischsortiments der Premium Food Group (bis zum 31. Dezember 2024 firmierend als Tönnies Gruppe) auf die Kennzeichnung nach der Haltungsform. Seitdem wird bei allen an der Initiative Tierwohl beteiligten Einzelhandelsunternehmen Frischfleisch mit der Haltungsform 2 angeboten. Diese Kennzeichnung entspricht einem Tierhaltungsstandard, der über den gesetzlichen Mindestanforderungen liegt.

#### Grüner Strom aus Wasserkraft
Seit Ende 2019 bezieht die Premium Food Group jährlich rund 50 Millionen Kilowattstunden Strom aus dem Alzkraftwerk Heider in Bayern. Dieser langfristige Liefervertrag deckt etwa 20 Prozent des Strombedarfs an allen deutschen Unternehmensstandorten. Im Jahr 2023 lag der Anteil erneuerbarer Energien im Strommix des Unternehmens bei 64 Prozent.

#### Klimaziele nach SBTi-Standards
Im Mai 2024 wurden die Klimaziele der Premium Food Group von der internationalen Initiative Science Based Targets (SBTi) offiziell bestätigt. Ziel ist eine Reduktion der Scope-1- und Scope-2-Emissionen um 42 Prozent sowie der Scope-3-Emissionen um 25 Prozent bis 2030. Zusätzlich sollen die Emissionen aus Landwirtschaft und Landnutzung um 30 Prozent gesenkt werden. Nach Unternehmensangaben konnten zwischen 2021 und 2023 bereits 17,6 Prozent der Gesamtemissionen eingespart werden – unter anderem durch den Einsatz erneuerbarer Energien und veränderte Futtermittelstrategien.
Ein Großteil der Emissionen des Unternehmens entfällt auf die vorgelagerte Landwirtschaft: 91 Prozent der für das Jahr 2023 erfassten Treibhausgase stammen aus diesem Bereich.

## Kritik und Kontroversen

### Tierschutz und Betäubungsverfahren
Grundsätzliche Kritik erfährt Tönnies aufgrund der massenhaften Tötung von Tieren. 2021 erhielt das Unternehmen deswegen den „Preis der Herzlosigkeit“ durch das Deutsche Tierschutzbüro e. V.
Daneben wird Tönnies aufgrund der Betäubung von Schweinen mittels CO2 von Veterinären und Tierschutzorganisationen kritisiert. Laut Michael Marahrens vom Friedrich-Loeffler-Institut für Tiergesundheit hätten die Schweine 15 bis 20 Sekunden lang das Gefühl zu ersticken und das Gas verursache sehr große Schmerzen. Das Unternehmen verteidigte die Methode als „die aktuell beste und tierschutzfreundlichste zugelassene Betäubungsmethode“, Gesellschafter Robert Tönnies sprach sich jedoch ebenfalls für ein Ende der Betäubung mittels CO2 aus.
Die Premium Food Group hat verschiedene Maßnahmen zur Umsetzung tierschutzgerechter Schlachtprozesse eingeführt. Dazu zählen unter anderem Verfahren zur stressreduzierten Zuführung von Schlachttieren zur Betäubung sowie der Einsatz von Kohlendioxid in höheren Konzentrationen, als gesetzlich vorgeschrieben. Nach Unternehmensangaben dient dies der Verbesserung der Wirksamkeit der Betäubung.
Zur Überwachung der Einhaltung tierschutzrechtlicher Standards betreibt das Unternehmen seit mehreren Jahren Videoüberwachungssysteme in den Schlachthöfen.
Bereits vor dem Jahr 2017 richtete das Unternehmen eine zentrale Stabsstelle für Tierschutz ein, die als erste dieser Art in einem fleischverarbeitenden Betrieb in Deutschland gilt. Diese wird von Jörg Altemeier geleitet, der seit 2012 als Tierschutzbeauftragter für den Standort Rheda-Wiedenbrück sowie für weitere Betriebe der Gruppe tätig ist.
Darüber hinaus unterstützt die Premium Food Group Forschungsprojekte zur Entwicklung alternativer Betäubungsverfahren. Am Standort Kulmbach fördert die unternehmensnahe Bernd-Tönnies-Stiftung seit mehreren Jahren Versuche mit Gasgemischen aus Helium und Argon. Nach Angaben des Unternehmens befand sich das Verfahren im Juli 2025 noch im Versuchsstadium und war nicht für den praktischen Einsatz zugelassen.

### Mangelhafte Arbeitsbedingungen und Arbeitnehmervertretung
Das Unternehmen ist in der Vergangenheit wiederholt aufgrund des hohen Anteils von Niedriglohn-Beschäftigten aus Südost- und Osteuropa und deren Unterbringung in Sammelunterkünften in die Kritik geraten.
Im Jahr 2007 nannte der Staatssekretär im Bundesarbeitsministerium Gerd Andres auf einer Pressekonferenz das Unternehmen Tönnies als Beispiel für unhaltbare Zustände in der Fleischindustrie. Andres betonte, das Unternehmen beschäftige in seinem Werk am Standort Rheda-Wiedenbrück 2000 osteuropäische und 250 deutsche Mitarbeiter. Andres besuchte wenige Wochen nach seinen Äußerungen den Tönnies-Stammsitz in Rheda-Wiedenbrück und vereinbarte mit Geschäftsführer Josef Tillmann Gespräche über einen gesetzlichen Mindestlohn.
Im Sommer 2013 berichtete der Sender ARD in der Reportage Deutschlands neue Slums – Das Geschäft mit den Armutseinwanderern, dass im Tönnies Fleischwerk in Rheda-Wiedenbrück eine große Anzahl von südosteuropäischen Fleischzerlegern über Subunternehmen arbeiten würden. In dem Beitrag wurde über konkrete Fälle berichtet, in denen Bezahlung unterhalb des Mindestlohns, Überstunden, fehlende Krankenversicherung, Kündigungsandrohung, Kündigung im Falle von Krankheit sowie gefährliche Arbeitsbekleidung Kennzeichen bei der Beschäftigung der Arbeiter waren. Für die Reportage wurden Reporterin Isabel Schayani und Autor Esat Mogul 2014 mit dem Deutschen Sozialpreis in der Sparte Fernsehen ausgezeichnet. Laut der Gewerkschaft Nahrung-Genuss-Gaststätten fanden die in der Reportage geschilderten Praktiken zwei Jahrzehnte lang bis 2020 statt. Auch hätten die Subunternehmen, meist von osteuropäischen Chefs geführte GmbHs, als Unterbringungsorganisatoren der Angestellten fungiert; sie hätten den Beschäftigten nicht Wohnungen oder Zimmer, sondern nur Betten für teilweise 300 Euro monatlich vermietet.
Laut der Gewerkschaft Nahrung-Genuss-Gaststätten hatte Tönnies beim Tochterbetrieb Zur-Mühlen-Gruppe versucht, alle gewerkschaftlichen Strukturen zu zerschlagen. Tönnies wurde im Jahr 2021 vorgehalten, den Sitz der Holding in Dänemark anstatt in Deutschland zu haben, um Arbeitnehmervertreter nicht im Aufsichtsrat sitzen zu haben. Tönnies entgegnete, dass es 170 Betriebsräte im Unternehmen gebe.
2020 berichtete die Zeitschrift Emma, dass von den ca. 7.000 Arbeitern ein Drittel Frauen seien, die ebenfalls schwere Arbeit am Band leisteten und zusätzlich sexuellen Belästigungen und Übergriffen, etwa durch Vorarbeiter, ausgesetzt seien. Dabei komme es auch zu ungewollten Schwangerschaften, die aus Angst vor Verlust des Arbeitsplatzes verheimlicht würden.
Auch im Jahr 2021 berichtet die Sat.1-Reportage „Sat.1 investigativ“ über die Arbeitsbedingungen als miserabel, es wird Mietwucher sowie Prostitution auf dem Firmengelände unterstellt. Ebenfalls würden die Mitarbeiter weiterhin über inzwischen gesetzlich verbotene Subunternehmen angeworben und eingestellt. Tönnies versuchte, die Reportage nach der ersten Ausstrahlung juristisch zu verbieten, verlor aber vor den Gerichten. Die Antworten auf die Kritik und die Vorwürfe von „Sat-1 investigativ“ sind bis heute einsehbar.
Nach dem Ende der Werkverträge 2020 hat es in der Branche einen Wandel gegeben. NRW-Sozialminister Karl-Josef Laumann sprach 2024 im Rahmen einer Veranstaltung davon, die Fleischindustrie könne eine Blaupause für andere Bereiche sein. Der Vorsitzende der Christlich-Demokratischen Arbeitnehmerschaft (CDA), Dennis Radtke, besucht das Unternehmen 2024 und machte sich selbst ein Bild der Arbeitsbedingungen. Er stellte fest, im Unternehmen werde alles getan für gute und sichere Arbeitsplätze.

### Klimaschäden
Kritiker werfen Tönnies vor, dass das Unternehmen seinen Beitrag zur Klimaerwärmung kleinrechne.
Das Institute for Agriculture and Trade Policy listete Tönnies wiederholt in ihrem Ranking der klimaschädlichsten Konzerne der Fleisch- und Milchindustrie. In dem 2018 veröffentlichten Report belegte Tönnies Platz 24 weltweit, mit geschätzten jährlichen Treibhausgasemissionen von knapp 11 Millionen Tonnen CO2. In dem 2021 veröffentlichten Report belegte Tönnies Platz 6 in Europa. Laut Correctiv produzierte Tönnies 2021 zusammen mit dem größten deutschen Unternehmen der Milchindustrie Deutsches Milchkontor 2,6 Prozent der gesamten Emissionen in Deutschland.
Geschäftsführer Clemens Tönnies bestreitet die Vorwürfe, dass das Unternehmen klimaschädlich handle. Im November 2023 initiierte Tönnies die Klimaplattform Fleisch, um nach eigenen Angaben den Klimaschutz in Land- und Fleischwirtschaft weiter voranzutreiben. Die Website ist ein Angebot für tierhaltende Betriebe, die dort Daten zu ihrem Betrieb eintragen und damit ihre CO2-Bilanz errechnen können. Die von Tönnies entwickelte Klimaplattform Fleisch hatte 2023 Aufmerksamkeit bei Politik, Handel und Landwirten hervorgerufen, da sie sich das Ziel setzt, die Klimaleistung der Landwirtschaft zu erheben und bewerten. Unter anderem waren bei der Vorstellung der Klimaplattform im November 2023 die damalige NRW-Landwirtschaftsministerin Silke Gorißen zu Gast.
Seit Anfang 2025 ist bekannt, dass die Fleischwirtschaft unter dem Arbeitstitel »Klimaplattform Fleisch« an einer einheitlichen Berechnung der CO2-Emissionen für schweinehaltende Betriebe arbeitet. Die angepeilte Lösung für die Branche soll dabei unterstützen, Emissionen zu erheben, zu senken und Berichtspflichten zu erfüllen. Ausgangspunkt für diese Initiative der gesamten Branche war der Aufschlag mit dem Tool „Klimaplattform Fleisch“ des Unternehmens Tönnies Gruppe Ende 2023. Die Verbraucherschutzorganisation Foodwatch kritisierte die Unternehmensinitiative: „Rund drei Viertel der Treibhausgasemissionen in der Landwirtschaft entfallen auf die Tierhaltung. Daran wird die PR-Offensive von Tönnies nichts ändern“.
Die Premium Food Group ist Mitglied der Science Based Targets Initiative (SBTi). Die SBTi hat die Klimaziele des Unternehmens zur Reduzierung der Treibhausgasemissionen bis zum Jahr 2030 offiziell bestätigt. Die Ziele umfassen direkte Emissionen (Scope 1), indirekte Emissionen aus dem Energiebezug (Scope 2) sowie indirekte Emissionen entlang der gesamten Lieferkette (Scope 3). Die Selbstverpflichtung orientiert sich an den Vorgaben des Pariser Klimaabkommens und beinhaltet konkrete Maßnahmen zur Senkung von Methan (CH4), Distickstoffmonoxid (N2O) und Kohlenstoffdioxid (CO2).

### SARS-CoV-2-Infektionen (2020)
Der Corona-Ausbruch im Stammwerk in Rheda-Wiedenbrück im Juni 2020 war das bis dahin größte Infektionsgeschehen in Deutschland.

#### Kontroversen um die Ursachen des Ausbruchs
Anfang Mai war es bereits zu zahlreiche Infektionen in einem Schlachtbetrieb von Westfleisch in Coesfeld gekommen. In dem Zusammenhang sagte ein Sprecher von Tönnies: „Wir wurden in der Ernährungsindustrie vor acht Wochen aufgefordert, während des Lockdowns weiter zu arbeiten, so wie Krankenhäuser, Pflegeheime und die Energieversorgung … bei dem Wissen, dass wir dadurch ein erhöhtes Infektionsrisiko haben.“ Trotz erheblicher Maßnahmen, die Tönnies umsetze, bleibe – wie in Krankenhäusern oder Pflegeheimen – ein Restrisiko. „Im Lichte dieses bekannten Zielkonflikts darf nicht eine ganze Branche nun unter Generalverdacht gestellt werden“, teilte der Sprecher mit.
Als einen möglichen Grund für die zahlreichen Infektionen nannte ein Unternehmenssprecher die Rückkehr von Arbeitern nach Heimaturlauben in Bulgarien und Rumänien, aber auch die Kühlungs- und Lüftungsanlage, die das Virus verteilen würde. Diese Ansicht bestätigten letztlich sowohl die Gerichte*² als auch der unabhängige Hygiene-Professor Martin Exner von der Uni Bonn.
Nordrhein-Westfalens Ministerpräsident Armin Laschet übernahm zunächst, ohne dafür Belege zu haben, die Behauptung von Tönnies und sagte „… weil Rumänen und Bulgaren da eingereist sind und da der Virus herkommt“. Diese Aussage löste in der Öffentlichkeit Kritik aus, teilweise auch Empörung. Die Virologin Isabella Eckerle hielt dies dagegen aufgrund der relativ langen Inkubationszeit für unwahrscheinlich, die hohe Anzahl betroffener Mitarbeiter weise vielmehr auf ein unbemerktes, schon länger vor sich gehendes „Superspreading-Event“ in dem Betrieb hin.

#### Auswirkungen auf die Bevölkerung
Als Folge des Ausbruchs wurden zunächst Schulen und Kindertagesstätten im Kreis Gütersloh bis zu den Sommerferien 2020 geschlossen. Am 23. Juni 2020 wurden erneute Kontaktbeschränkungen für den Kreis Gütersloh bis zum 30. Juni 2020 verkündet. Im benachbarten Kreis Warendorf wurden in der Folge ebenfalls die im Kreis Gütersloh geltenden Kontaktbeschränkungen in Kraft gesetzt. Anwohner, die von dem Lockdown betroffen waren, machten das Unternehmen für die Auswirkungen verantwortlich. Am 18. Juni 2020 demonstrierten Eltern mit ihren Kindern vor dem Haus von Geschäftsführer Clemens Tönnies wegen der Schließung von Schulen und Kindergärten.
Am 29. Juni 2020 wurde der Lockdown für den Kreis Warendorf ab dem 1. Juli 2020 aufgehoben. Für den Kreis Gütersloh wurde der Lockdown zunächst bis zum 7. Juli verlängert und schließlich am 6. Juli 2020 durch das Oberverwaltungsgericht Münster aufgehoben, da zwischenzeitlich eine differenziertere Regelung hätte erlassen werden müssen.
NRW-Gesundheitsminister Karl-Josef Laumann (CDU) räumte später in der Talkshow von Maybrit Illner ein, der Lockdown für den gesamten Kreis sei nicht das richtige Mittel gewesen. Man habe das nur gemacht, um dem Vorwurf entgegenzutreten, Nordrhein-Westfalen agiere halbherzig gegen das Virus.

#### Proteste gegen die Wiederaufnahme des Betriebs
Am 4. Juli 2020 forderte das Bündnis Gemeinsam gegen die Tierindustrie mit einer Kundgebung am Werksgelände, dass der stillgelegte Schlachthof dauerhaft geschlossen bleiben müsse. Zuvor waren in der Nacht Aktivisten auf das Gebäude geklettert und hatten dort ein Banner mit der Aufschrift „Shut down Tierindustrie“ befestigt.

Am 17. Juli 2020 protestierten ca. 300 Teilnehmer am Werksgelände gegen die Wiedereröffnung. Dem stellten sich 300 Landwirte entgegen, die die Wiedereröffnung des Unternehmens begrüßten. 

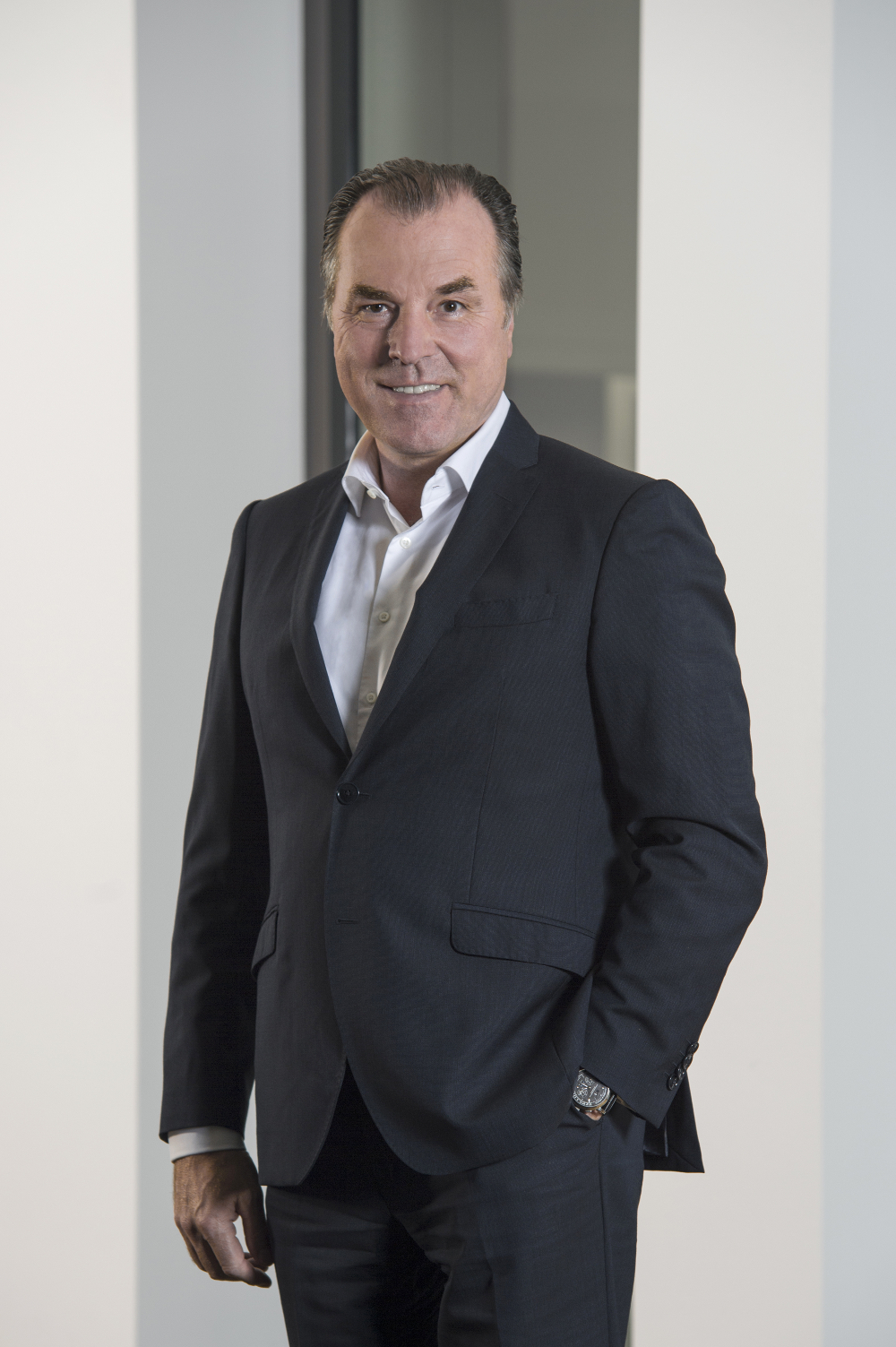
Clemens Tönnies, Miteigentümer und Geschäftsführer der Tönnies Holding (2017)

### Illegale Entsorgung von Schlachtabfällen
Der Betreiber einer Biogasanlage in Bayern hat mehrfach illegal Schlachtabfälle verarbeitet, obwohl die Anlage dafür keine Genehmigung hatte. Ein Teil der Abfälle stammte unter anderem von Tönnies in Weißenfels. Das Unternehmen beendete umgehend die Zusammenarbeit mit dem Betreiber der Biogasanlage und unterstützte die Ermittlungen der Behörden umfangreich.

### Protest in Rheda-Wiedenbrück
Am 15. Februar 2024 fand auf dem Gelände der Konzernzentrale von Tönnies in Rheda-Wiedenbrück eine friedlich verlaufene Aktion des Bündnisses Gemeinsam gegen die Tierindustrie statt. Dabei entrollten Aktivisten Banner mit den Aufschriften „Gemeinsam gegen Tönnies“, „Tönnies Vergesellschaften“ und „Neokolonialismus stoppen“. Das Bündnis kündigte weitere Aktionen gegen den Konzern an.

### Protest in Crailsheim aufgrund der Übernahme von Vion durch Tönnies Holding
Im April 2025 kam es zu Protesten in Crailsheim gegen die geplante Übernahme der Schlachthöfe der Firma Vion durch das Unternehmen Tönnies. Rund 80 Aktivisten des Bündnisses Gemeinsam gegen die Tierindustrie blockierten dabei den Betrieb. Die Polizei musste mit Spezialkräften anrücken, nicht angemeldete Demonstration aufzulösen. Der Betrieb des Schlachthofs stand zeitweise still.
Die Protestaktion richtete sich gezielt gegen Tönnies. Die Protestierenden befürchten, dass die Übernahme zu einer weiteren Konzentration von Marktmacht führt und negative Folgen für das Tierwohl nach sich zieht. Um die Übernahme zu verhindern, hat das Bündnis Gemeinsam gegen die Tierindustrie auch eine Beschwerde beim Bundeskartellamt eingereicht. Das Bundeskartellamt untersagte daraufhin im Juni 2025 die geplante Übernahme der Vion-Schlachthöfe in Süddeutschland, insbesondere der Standorte in Buchloe, Crailsheim und Waldkraiburg, durch Tönnies.

## Sponsoring
Die Tönnies-Gruppe ist seit 2001 Sponsor des Bundesliga-Traditionsvereins FC Schalke 04. Aktuell ist das Tochterunternehmen Böklunder Premiumsponsor bis zum Ende der Saison 2025/2026. Bernd und Clemens Tönnies engagierten sich jahrelang auch persönlich für den Fußballverein.
Nach dem Aufstieg des FSV Gütersloh 2009 in die Fußball-Bundesliga der Frauen stieg die Tönnies-Gruppe als Hauptsponsor des Vereins ein. Seitdem trägt der Verein seine Heimspiele in der 2012 erbauten Tönnies-Arena aus.
Das Unternehmen ist darüber hinaus mit verschiedenen Marken und Firmen Sponsor vom Hamburger Sportverein, Union Berlin, THW Kiel, Syntainics MBC Weißenfels, Gornik Zabrze und dem SC Wiedenbrück.

## Forschungsförderung
2010 gründete die Tönnies Holding das Tochterunternehmen Tönnies Forschung Gemeinnützige Gesellschaft zur Förderung der Forschung über die Zukunft des Tierschutzes in der Nutztierhaltung mit Rechtsform GmbH. Das Unternehmen verleiht in unregelmäßigen Abständen den mit 10.000 € dotierten Bernd-Tönnies-Preis für Publikationen sowie wissenschaftliche oder journalistische Arbeiten, die sich mit Aspekten der tierschutzgerechten oder -relevanten Haltung von landwirtschaftlichen Nutztieren befassen. Der Preis wurde am 3. November 2011 erstmals an Christina Hucklenbroich vergeben, die zu dem Zeitpunkt Redakteurin im Ressort Natur und Wissenschaft der Frankfurter Allgemeinen Zeitung war.
Der alle zwei Jahre stattfindende Tönnies-Forschungssymposium präsentiert nicht nur geförderte Forschungsprojekte und deren Ergebnisse, sondern dient auch als Plattform für den Dialog über die Zukunft der Lebensmittelproduktion in Deutschland. Zu den Gästen zählten hochrangige Politiker und Experten, darunter der Grüne Politiker Robert Habeck (2016), Jochen Borchert (2022) sowie der damalige Landwirtschaftsminister Cem Özdemir und Armin Laschet (2024).

## Aktion Kinderträume
Im September 2004 gründete Clemens Tönnies gemeinsam mit Uli Hoeneß und Wilhelm Leuze den Verein Aktion Kinderträume. Der Verein hat es sich zur Aufgabe gemacht, lebensbegrenzt erkrankte Kinder, Jugendliche und ihre Familien zu unterstützen, indem gezielt besondere Wünsche oder Träume erfüllt werden. Aktion Kinderträume sammelt Spendengelder und finanziert damit unter anderem behindertengerechte Autos, die die betroffenen Familien kostenlos zur Verfügung gestellt bekommen. Seit der Gründung hat der Verein rund 6.500 Familien mit Sachspenden geholfen und dabei rund 12,8 Millionen Euro ausgeschüttet (Stand Februar 2025). Schirmherrin des Vereins ist Margit Tönnies.